# 파스타 알 포르노

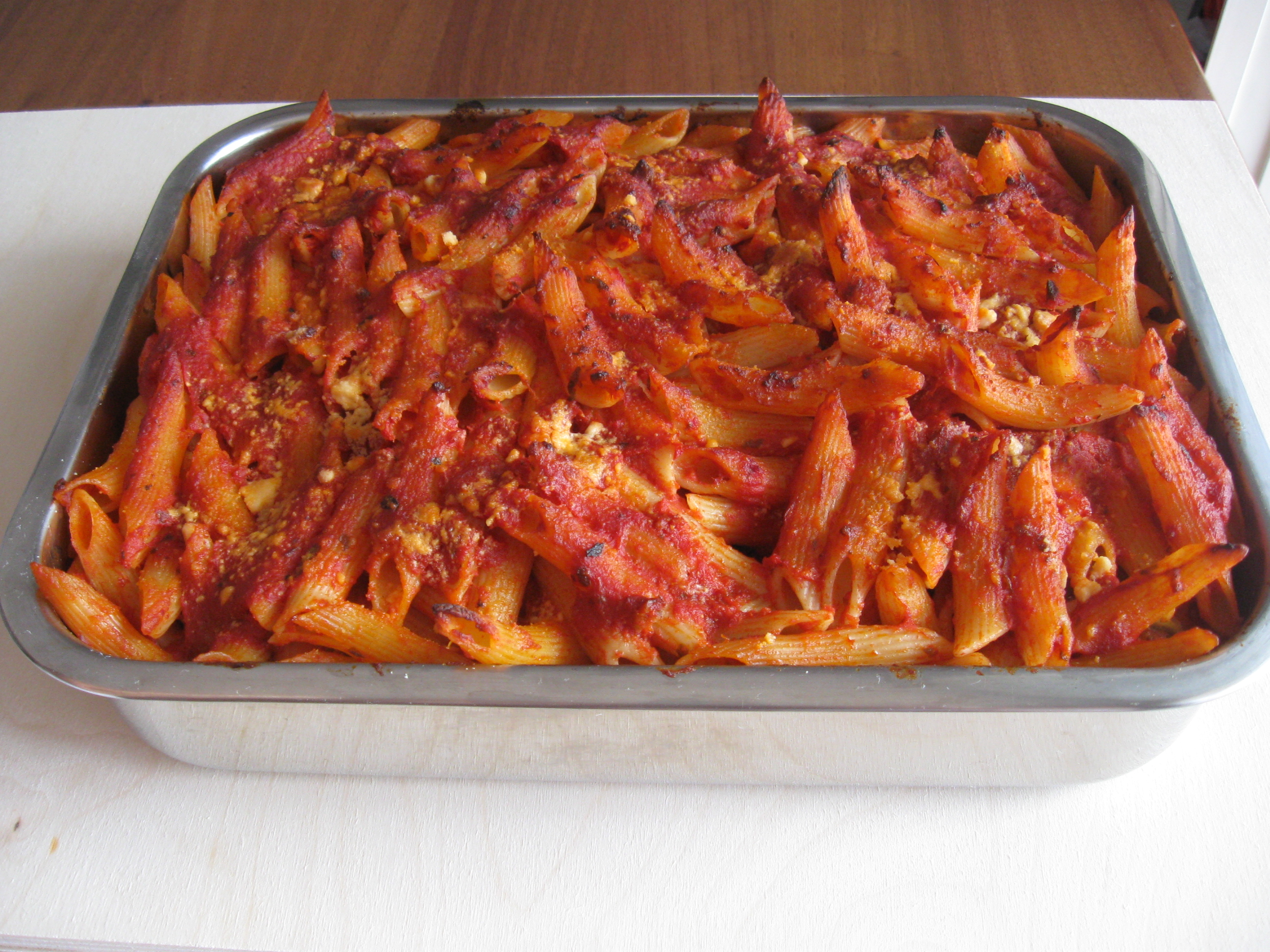
파스타 알 포르노

파스타 알 포르노(이탈리아어: pasta al forno)는 팀발로 디 파스타(timballo di pasta)라고도 부르는 이탈리아 요리의 대표적인 음식으로, 베샤멜과 토마토 소스, 치즈를 얹고 오븐에서 요리한다.

## 같이 보기
- 라사녜 알 포르노